# Veit Warbeck

Schlussvermerk der Gothaer Handschrift, die als Autograph von Veit Warbeck gilt

Veit Warbeck (* um 1490 in Schwäbisch Gmünd; † 4. Juni 1534 in Torgau) war der Übersetzer des französischen Romans Die schöne Magelone.

## Familie
Veit Warbeck war der Sohn des Gmünder Sensenhändlers Thomas Warbeck († 1524) aus einer reichen Nördlinger Familie. Der Großvater Thomas Warbeck d. Ä. († 1500) war Wirt in Nördlingen. Der Vater, verheiratet mit Anna, der Tochter des Gmünder Ratsherrn Ulrich Hack, war von 1506 bis 1517 sechsmal Bürgermeister der Reichsstadt und im zweiten Jahrzehnt des 16. Jahrhunderts auch Bundesrat des Schwäbischen Bundes. Die intensiven wirtschaftlichen Kontakte der Gmünder Sensenhändler nach Frankreich erklären die guten französischen Sprachkenntnisse Veit Warbecks und sein Studium in Paris.
Veit Warbeck heiratete 1527 die Torgauer Ratsherrentochter Barbara Wager, verwitwete Waldner. Aus der Ehe gingen zwei Söhne hervor, Emanuel und Ernst, sowie eine Tochter Anna, die 1553 Paul Luther, den Sohn des Reformators, ehelichte.

## Leben
1506 begann Veit Warbeck sein Studium an der Pariser Universität. Als Lizentiat und Magister wechselte er 1514 zu einem Rechtsstudium nach Wittenberg, wo er ein Schüler Luthers wurde und eine enge Freundschaft mit dem Humanisten Georg Spalatin schloss, der seit 1508 am kursächsischen Hof als Prinzenerzieher, Sekretär und Bibliothekar tätig war. Aus den Jahren 1517 bis 1526 sind 90 nach Humanistenart auf Latein abgefasste Briefe Spalatins an Warbeck überliefert. Ein weiterer Korrespondenzpartner Warbecks war Philipp Melanchthon. Warbecks Stieftochter Katharina Waldner sollte 1550 den Sohn Philipp des Reformators heiraten.
Am Hof des Kurfürsten Friedrich des Weisen von Sachsen, der Warbeck bald aufgrund seiner französischen Sprachkenntnisse mit Sekretärsdiensten betraute, überkreuzten sich humanistische und reformatorische Strömungen, Bildung und Politik. 1519 ließ sich Warbeck zum Priester weihen, um eine Kanonikerpfründe am Stift St. Georg zu Altenburg einnehmen zu können. Der Kurfürst nahm den Kanoniker auf seinen Reisen mit und überließ ihm wichtige diplomatische Verhandlungen. Bei der Disputation Luthers mit Johannes Eck 1519 findet man Warbeck ebenso anwesend wie auf dem Wormser Reichstag 1521. Er war ein Mann des Hofes, ohne ständig am Hof anwesend zu sein oder von ihm besoldet zu werden.
Wahrscheinlich wurde Prinz Johann Friedrich, der Neffe des Kurfürsten, von Warbeck in französischer Sprache unterrichtet. Dem Prinzen widmete er seine Übersetzung des Magelonen-Romans (1527). Im gleichen Jahr heiratete Warbeck, der sich längst vom alten Glauben gelöst hatte, Barbara Wager (trotz Priesterweihe). Ab 1524 versuchten Spalatin und Warbeck das Torgauer Georgsstift zu reformieren. Als sein einstiger Zögling 1532 Kurfürst wurde, berief er Warbeck zum kursächsischen Rat und Vizekanzler in Torgau. Doch bereits zwei Jahre später starb Warbeck dort.

## Werk

Titelblatt von Die schön Magelona, Augsburg 1535

Am 5. November 1527 widmete Warbeck dem Prinzen Johann Friedrich, der im Sommer die Hochzeit mit Sibylle von Jülich-Kleve-Berg in Torgau gefeiert hatte, seine Übersetzung der französischen Ystoire du vaillant chevalier Pierre filz du conte de provence et de la belle Maguelonne. Das Widmungsexemplar ist erhalten (Forschungsbibliothek Gotha, Cod. Chart. B 437) und wurde 1894 von Johannes Bolte herausgegeben. Die aus dem Provenzalischen ins Französische übersetzte Vorlage befindet sich in der Landesbibliothek Coburg (Ms 4). Warbeck hielt sich eng an die Vorlage, tilgte aber katholische Züge. Sein Werk gilt als seltenes Beispiel „höfischer“ Prosa. Sie zeichne sich „durch erstaunliche Leichtigkeit und Klarheit aus“ (Roloff, Nachwort zu seiner Ausgabe, S. 91). Ähnlich hatte sich schon Joseph Görres in seiner Schrift Die Teutschen Volksbücher (1807) geäußert: „Alles ist mit Gewandheit und leichtem fröhlichen Sinn erzählt“ (zitiert ebd., S. 86).
Die Übersetzung wurde posthum von Warbecks Freund Spalatin 1535 in den Druck gegeben und erschien bei Steiner in Augsburg unter dem Titel: Die schön Magelona. Ein fast lustige vn(d) kurtzweylige Histori, vonn der schönen Magelona, eins Künigs tochter von Neaples, vn(d) einem Ritter, genan(n)t Peter mit den silberin schlüsseln, eins Graffen son auß Prouincia, durch Magister Veiten Warbeck, auß Frantzösischer sprach in die Teütsche(n) ver dolmetscht, mit einem Sendbrieff Georgii Spalatini (VD 16 H 3867). Die schöne Magelone war ein höchst erfolgreiches Volksbuch. Allein Steiner druckte bis 1545 acht Auflagen.
Am berühmtesten ist die Bearbeitung von Ludwig Tieck (1797). 15 Romanzen daraus vertonte Johannes Brahms. Näheres zur Stofftradition s. im Artikel Die schöne Magelone.
- Die schöne Magelona / hrsg. von Hans-Gert Roloff. - Stuttgart: Reclam, 1969. - (Reclams Universal-Bibliothek 1575)